# Femøren
 For alternative betydninger, se Femøren (flertydig). (Se også artikler, som begynder med Femøren)
Femøren er et område beliggende ud til Øresund, i den sydlige del af Amager Strandpark, på grænsen til Kastrup Strandpark. Området er primært kendt som et udendørs koncertsted med en række årlige musikarrangementer.

## Historie
De grønne arealer har igennem årene været benyttet til udendørs koncertsted af Musikforeningen 5-Øren og til afvikling af enkelte andre arrangementer begge dele primært i sommermånederne. 
Femøren har lagt navn til den nærliggende Femøren Station og husede i forbindelse med åbningen af Øresundsbron (den 1. juli 2000) og fem nye metrostationer på Østamager (den 28. september 2007) de dertilhørende indvielsesfester.[kilde mangler]
Navnet stammer fra, at området var rundt og lille som en femøre.